# Friedrich Wilhelm von Schenckendorff

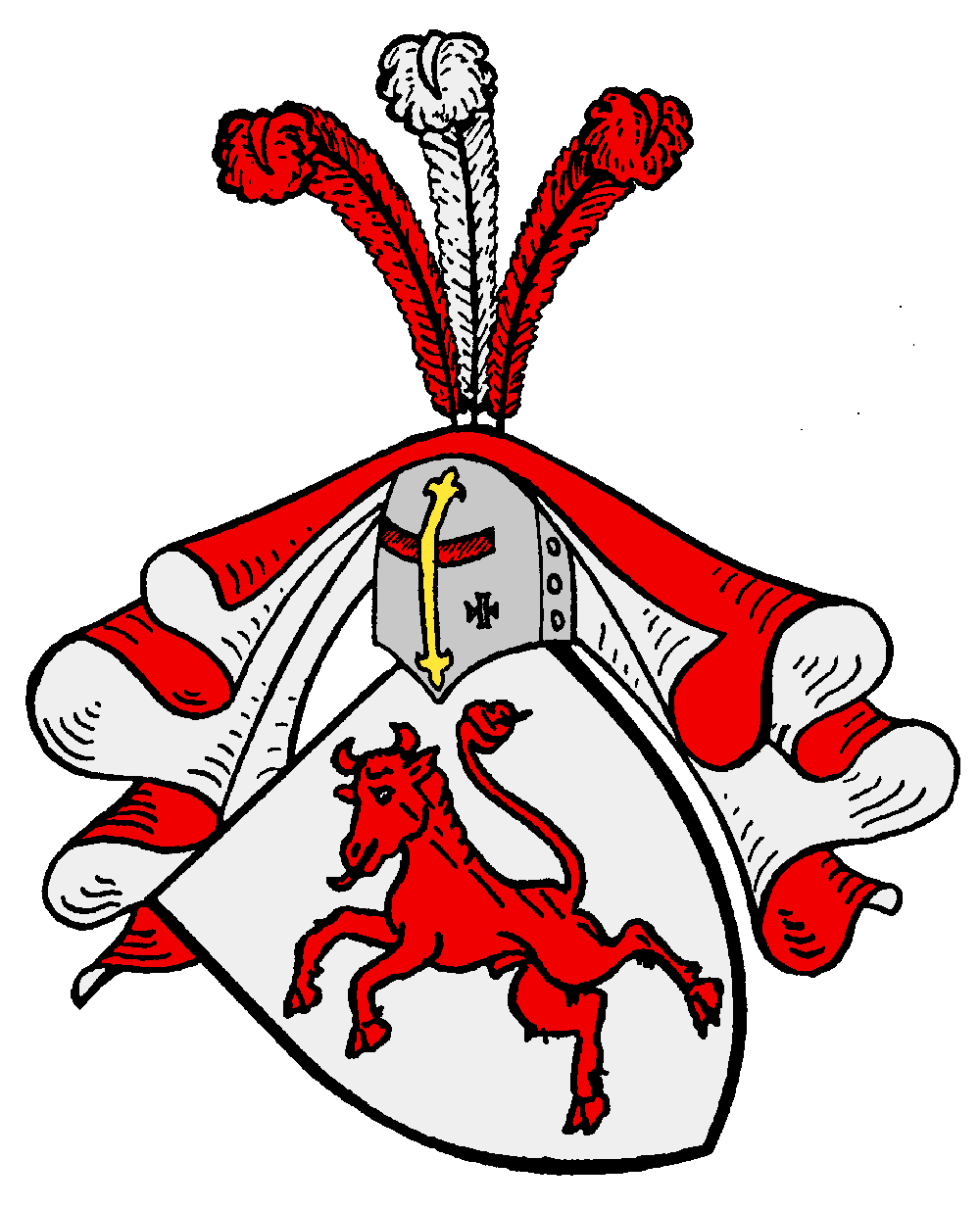
Wappen derer von Schenckendorff

Friedrich Wilhelm von Schenckendorff (auch von Schenkendorf) (* 21. Juni 1794; † 28. Februar 1861) war ein preußischer Landrat des Kreises Ruppin und Geheimer Regierungsrat.

## Leben
Friedrich Wilhelm von Schenckendorff entstammte dem Uradelsgeschlecht von Schenckendorff. Er war ein Sohn des preußischen Oberstleutnant und Propst des Adeligen Stiftes St. Walpurgis in Soest Karl Gottlob von Schenkendorff (1745–1801). Der Vater war zweimal verheiratet, zuerst mit Wilhelmine von Kickoll und später mit Karoline Wilhelmine Juliane Freiin von Dörnberg. Aus der zweiten Ehe stammte Friedrich Wilhelm von Schenckendorff. Der Vater kam aus der Familienlinie Schönow, Kreis Oststernberg, bei Züllichau in der Neumark und erwarb später das Gut Wulkow im Kreis Ruppin. Der Dichter Max von Schenkendorf war ein Neffe des Vaters.
Friedrich Wilhelm von Schenckendorff ging sehr früh zum Militär und wurde Junker im Regiment Prinz Ferdinand, Standort Magdeburg, dann folgte der Übertritt zum Garde-Husaren-Regiment. Er nahm an der Schlacht von Jena-Auerstedt teil. Er blieb bis 1829 beim Militär, sein eigener letzter Dienstrang war preußischer Major. Von 1843 bis von 1861 amtierte er mit einer Unterbrechung als preußischer Landrat des Kreises Ruppin. Seine Bestimmung zum Landrat erfolgte auf einen Erlass des Königs. Zu diesem Zeitpunkt war Schenckendorff schon lange Gutsherr in Wulkow und Ritter des Johanniterordens.
Schenckendorff war für die Provinz Brandenburg Mitglied im Ersten Vereinigten Landtag.

## Familie
Aus seiner Ehe mit Luise Elisabeth von Kircheisen (1794–1850), jüngste Tochter der Karoline Philippine Fischer und des preußischen Staats- und Justizministers Friedrich Leopold von Kircheisen, gingen acht Kinder hervor, sechs Mädchen und zwei Jungen. Die Tochter Elisabeth heiratete den späteren Professor Karl Friedrich August Kahnis, die Tochter Maria den Hauptmann Wilhelm von Diest-Daber (Daber-Freiheit) (1828–1870). Der Sohn Joseph von Schenckendorff starb 1893 als Rittmeister d. R. in Luzern und sammelte Briefe seines Cousins Max von Schenkendorf. Joseph von Schenckendorff verkaufte Wulkow später dann an die Familie von Eulenburg.
In Wulkow führten die Schenckendorffs ein größeres Haus, bekamen u. a. Besuch aus den USA vom Theologen Henry Boynton Smith (1815–1877), der Anfang 1840 in Wulkow weilte. Der Pfarrer Wilhelm Friedrich Besser begann seine Karriere im Wulkower Gutshaus als Hauslehrer, wo die Schenckendorff das Kirchenpatronat ausübten. Ihm folgte in gleicher Funktion August Dietrich Rische. Auch der deutsche Theologe Johann Hinrich Wichern war in Wulkow zu Gast, ließ sich das Klosterstift Heiligengrabe zeigen und erstattete der preußischen Königin Elisabeth Ludovika von Preußen Bericht. Die von Wichern geschaffene diakonische Einrichtung Das Rauhe Haus in Hamburg unterstützte Luise Elisabeth von Schenckendorff, ebenso deren Brüderanstalt, die Brüder- und Schwesternschaft des Rauhen Hauses. Des Weiteren hielt die Familie von Schenckendorff-Wulkow Kontakt mit Joseph von Radowitz, Diplomat und Politiker. Friedrich Wilhelm von Schenckendorff war Mitglied im Centralausschuss der Inneren Mission und nahm an Kirchentagen teil. Friedrich Wilhelm und Luise Elisabeth von Schenckendorff gründeten einen Verein der Frommen und förderten die Kirchenlaienpolitik. Karl August Varnhagen von Ense stand diese Frömmelei kritisch gegenüber.
Dem Verein für König und Vaterland, fast ausschließlich adelige Gutsherrn, trat er ebenso bei. Friedrich Wilhelm von Schenckendorff war zudem einige Jahre Stiftvorsteher des Klosters Stift zum Heiligengrabe sowie Spezial-Direktor der Land-Irrenstantalt Neuruppin. Für seine Verdienste erhielt Schenckendorff den Roten Adlerorden dritter Klasse.
Von 1851 bis 1852 wurde Schenckendorff durch Gustav von Diest als Landrat des Kreises Ruppin vertreten.